# 金華信號場

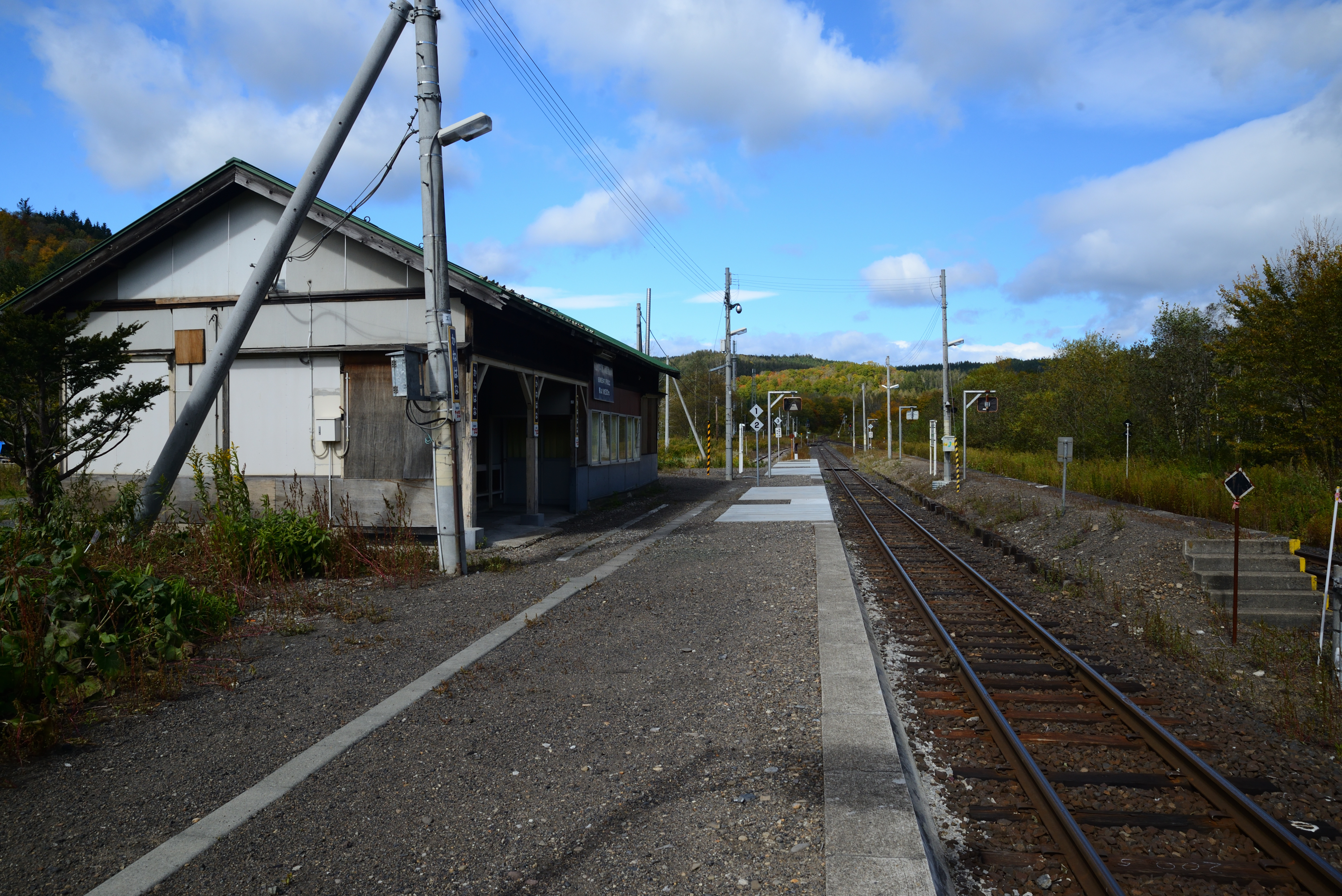
月台

金華信號場（日语：／ Kanehana shingōjyo */?）是位於北海道北見市留邊蘂町金華，隷屬於北海道旅客鐵道（JR北海道）石北本線上的信號場，過往曾為客運車站，並由北見站管理的無人車站。由於使用人數偏低，JR北海道於2016年3月26日隨全國鐵路時間表改正時廢站，降為信號場。
舊站名「奔無加」源自阿伊努語的「pon-mu-ka」（小無加川，無加為「越過阻塞的地方」的意思），後來附近發現金礦，故取「金加」二字，再按同音漢字改為「金華」。
廢站前是快速列車「北見」的停車站，每日共有8班下行及5班上行列車停靠，當中包括有3班由網走站及北見站開出、以本站為終站的區間車；同時，本站亦是其中一個列車交會站，但由於車站附近為過疎社區，2010年的人口調查發現整個金華地區只有5戶共10名居民，而根據JR北海道的乘客調查顯示，本站一日平均乘車人數更少於1人，因而最終作出廢站決定。廢站後，其中兩班區間車改以西留邊蘂站為終站，而另一班則取消。

## 車站構造
站房為木建單層站房，中央為玄關、候車大堂及開放式閘口，候車大堂備有候車座椅；左、右兩側過往曾為票務處及員工留宿處，自無人化後已停用，右側位於閘口旁的出入口更被木板所圍封，由於冬季時本站會有除雪車輛及工作人員駐守，左側出入口仍然維持。
設有側式月台及島式月台各1個，為2面3線的配置，當中上行線同時靠近側式月台及島式月台內側，但由於島式月台內側大部份的邊沿因失修而崩落，導致不能使用，實際上可以使用的只有2面2線，當中側式月台經過修葺，靠近站房的部份更加設了防滑地面，另外，上行線旁邊另備有側線，平日可供停泊保線車輛或除雪機車，原貨物月台現時則用作擺放混凝土路基等保線材料。

### 月台配置
| 月台 | 路線      | 方向 | 目的地                 | 備註     |
| ---- | --------- | ---- | ---------------------- | -------- |
| 1    | ■石北本線 | 上行 | 生田原、遠輕、旭川方向 | 此站始發 |
| 1    | ■石北本線 | 下行 | 留邊蘂、北見、網走方向 | 此站始發 |
| 2    | ■石北本線 | 下行 | 留邊蘂、北見、網走方向 |          |

## 車站周邊
位於山間，站前多數房舍已廢棄。附近可能有熊出沒，站內亦有公告與海報提醒旅客注意。
- 國道242號（日语：国道242号）
- 常紋隧道工事殉職者追悼碑 - 距車站約300公尺。
- 常紋號誌站

## 历史
- 1914年（大正3年）10月5日 - 設立奔無加站。
- 1951年（昭和26年）7月20日 - 改稱為金華站。
- 1975年（昭和50年）12月25日 - 廢止貨物業務。
- 1983年（昭和58年）1月10日 - 廢止行李業務。導入CTC後車站無人化[6]，簡易委託化。
- 時間不詳 - 廢除簡易委託，車站無人化。
- 1987年（昭和62年）4月1日 - 國鐵分割民營化後成為北海道旅客鐵道（JR北海道）轄下的車站。
- 2015年7月16日 - JR北海道向北見市役所傳達了來年3月廢站的意向[6]
- 2016年（平成28年）3月26日 - 因使用者減少廢止車站[7]。

## 相鄰車站
北海道旅客鐵道（JR北海道）
■石北本線 
生田原（A53）－（常紋信號場）－（金華信號場）－西留邊蘂（A55）

## 其他
在廢站前的半個月起，石北本線內各準廢站均發生偷竊事件，其中本站掛在候車大堂中、用相框裝錶的車費表，於3月17日被發覺遭偷走，後來警察介入調查，惜仍未能找回被竊的車資表。

## 相關項目
- 石北本線
- 日本鐵路車站列表
- 金華站：同名車站，位於中國浙江省。

## 外部連結
- （日語）金華車站（JR北海道）
- （日語）全驛參觀之旅 （页面存档备份，存于）